# Aghavnadzor (Vayots Dzor)
Pour les articles homonymes, voir Aghavnadzor.
Aghavnadzor (en arménien Աղավնաձոր) est une communauté rurale du marz de Vayots Dzor, en Arménie. Elle compte 2 091 habitants en 2008.